# Клубковы-Мосальские
Клубковы-Мосальские — угасший русский княжеский род, ветвь князей Мосальских. Рюриковичи.
По родословной росписи известны одиннадцать представителей мужского пола и один женского.

## История рода
Родоначальник потомок Рюрика в XIX колене, московский дворянин, князь Иван Дмитриевич Мосальский по прозвищу Клубок. Его сыновья: Даниил Иванович состоял полковым головой в Украинном разряде при Б. В. Шеине (1576); Лев Иванович подписывал грамоту о походе войной на Польшу (1566); Владимир Иванович Шаня, воевода и окольничий, подписывал грамоту об избрании царём Бориса Годунова (1598). Внуки: Иван Данилович Хромой примкнул к восстанию Болотникова и был разбит под Серебряными Прудами (1607); Иван Львович направлен в Украинный разряд к Ф. Ф. Куракину оберегать от набега татар (1616); Пётр Владимирович, стольник и воевода. Правнуки: Семён Васильевич в литовском походе был «головой у огней» в государевом полку (1654—1655); Фёдор Иванович дневал и ночевал при гробах царевичей Ивана Михайловича и Василия Михайловича (1639).

## Родословная
- Мосальский, Иван Дмитриевич Клубок (ум. после 1550) — московский дворянин.
  - Клубков-Мосальский, Даниил Иванович (ум. после 1576) — полковой голова.
    - Клубков-Мосальский, Иван Данилович Хромой (ум. 1627) — московский дворянин и воевода.

  - Клубков-Мосальский, Лев Иванович (ум. после 1566) — московский дворянин.
    - Клубков-Мосальский, Василий Львович
      - Клубков-Мосальский, Семён Васильевич (ум. 1661) — стольник и воевода.

    - Клубков-Мосальский, Иван Львович (ум. после 1640) — московский дворянин и воевода.
      - Клубков-Мосальский, Фёдор Иванович (ум. после 1640) — стольник.

  - Клубков-Мосальский, Владимир Иванович Шаня (ум. после 1616) — окольничий и воевода.
    - Клубков-Мосальский, Пётр Владимирович (ум. 1634) — стольник и воевода.
    - Клубков-Мосальский, Василий Владимирович (ум. после 1616) — стольник.
      - Клубкова-Мосальская, Анна Васильевна (ум. после 1629)